# ديونيسيوس الأول حاكم سرقوسة
 (Guillaume Rouillé)

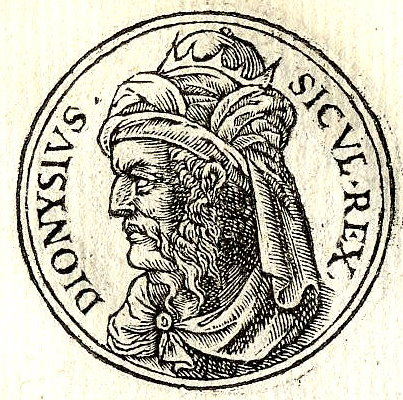
ديونيسيوس الأول من كتاب برومبتواري إيكونوم إينسيجنيوروم (Promptuarii Iconum Insigniorum) الصادر عن دار النشر جويلاوم رويي

ديونيسيوس الأول (بالإنجليزية: Dionysius I) أو ديونيسيوس الأكبر (باليونانية: Διονύσιος ο Πρεσβύτερος)‏ (في الفترة من 432 إلى 367 قبل الميلاد)هو طاغية يوناني من سرقوسة، في المنطقة المعروفة الآن باسم صقلية، جنوبي إيطاليا. استولى على العديد من المدن في صقلية وجنوبي إيطاليا، وتصدى لنفوذ قرطاج في صقلية وحوّل سرقوسة إلى أقوى مستعمرة في اليونان. وكان القدماء يرونه نموذجًا للوحشية المستبدة والريبة وحب الانتقام في أسوأ صورها.

## النشأة
بدأ ديونيسيوس حياته العملية موظفًا في إحدى الوظائف العامة. وبسبب إنجازاته في الحرب ضد قرطاج التي بدأت عام 409 قبل الميلاد، اختير ليكون قائدًا أعلى للجيش في 406 قبل الميلاد، وفي العام التالي أمسك بزمام الأمور وأصبح طاغية بحق. وفي السنوات التالية لم تأخذه أدنى رحمة في سبيل بسط نفوذه.

## المرتزقة والاستبداد
يمثل انتصار ديونيسيوس الأكبر على سرقوسة الديموقراطية أسوأ وأفضل ما يمكن أن يحدث لقائد المرتزقة. بدأت حياة ديونيسيوس الاستبدادية عقب إعطائه ستمائة شخص من المرتزقة لحراسته بعد إفشال محاولة للقضاء عليه. ثم تمكن من زيادة أعداد الحرس إلى ألف من المرتزقة وبسط نفوذه خطوة بخطوة وكتب اسمه في سجل الطغاة. جعل ديونيسيوس من المرتزقة أمرًا واقعًا في جميع أنحاء المجتمع المدني. وهو الأمر الذي قضى على كل ناعق بأن الديمقراطية تعيش أزهى عصورها. وحكم البلاد حكمًا «لا يستند إلى دستورية أو شرعية ولم يكف نفسه عن قمع الثوار من الطامحين إلى حكومة ديموقراطية». وكان سلطان ديونيسيوس مهددًا بالانهيار منذ أوائل عهده في 403 من أولئك المعارضين للطغيان بسبب دوافعهم الفلسفية. والطريف في الأمر أن أسبرطة التي خلعت طغاة في ماضيها من كورنث إلى أثينا، لم تدن ديونيسيوس والأوتوقراطية التي يمارسها. وفي واقع الأمر، كان بينهما علاقات إيجابية:

عندما رتب اللاكونيون [الأسبرطيون] الأوضاع في اليونان بما يخدم مصالحهم، أرسلوا آريستوس - أحد أبرز الشخصيات - إلى سرقوسة، متظاهرين بأن هدفهم من ذلك هو الإطاحة بالحكومة، والحق أنهم لم يقصدوا إلا أن يزيدوا طغيانهم قوة، لأنهم أملوا في أن يكون ديونيسيوس خادمًا مطيعًا لهم إذا ساعدوه في الوصول للحكم لأنه لن يتأخر في رد جميلهم عليه.
وصل الأمر إلى تمتع ديونيسيوس بسلطة تجنيد مرتزقة من الأراضي الخاضعة للحكم الأسبرطي. وكانت وفاة أحد أبرز رجال الديموقراطية المدنية في العالم الكلاسيكي وصعود نجم ديونيسيوس يمثل ما أصبح قاعدة متكررة في اليونان في القرن الرابع، وذلك بفضل انتشار المرتزقة. وأصبح المرتزقة والطغاة يدًا واحدة؛ فعلى سبيل المثال ذكر بوليبيوس حقيقة أن «أمان المستبدين يكمن في ولاء المرتزقة له ومدى قوتهم العسكرية». كتب أرسطو (Aristotle) عن أن نوعًا من ’الحراسة‘ (أعني الجيش الخصوصي) مطلوب للملكية المطلقة، وأنه ينبغي أن يوظف الطاغية المُنتخب عددًا محددًا من الجنود المحترفين، لا هو بالقليل فيضعف سلطانه ولا بالكثير فيكون خطرًا على المدنية نفسها. ويُكمل الفيلسوف حديثه فيقول: حُذر أهالي سرقوسة من السماح لديونيسيوس بتوظيف كثير من الحرّاس أثناء فترة تولّي منصبه.

## الحروب
خاض ديونيسيوس الحرب ضد قرطاج من 397 قبل الميلاد إلى 392 قبل الميلاد وحقق نجاحًا ممزوجًا بالفشل؛ فقد فشلت محاولاته في طرد أتباع قرطاج خارج جزيرة صقلية تمامًا، وعند موته كانوا يسيطرون على ثلثها على الأقل. وشن أيضًا حملة ضد ريدجو كالابريا، واستلبها  وهاجم البلاد الموالية لها فيماجنا غراسيا. وفي إحدى حملاته التي شاركه فيها اللوكانيون، اكتسح مناطق تورياي (Thurii) وكروتون (Croton) في سبيل محاولة للدفاع عن لوكري (Locri).

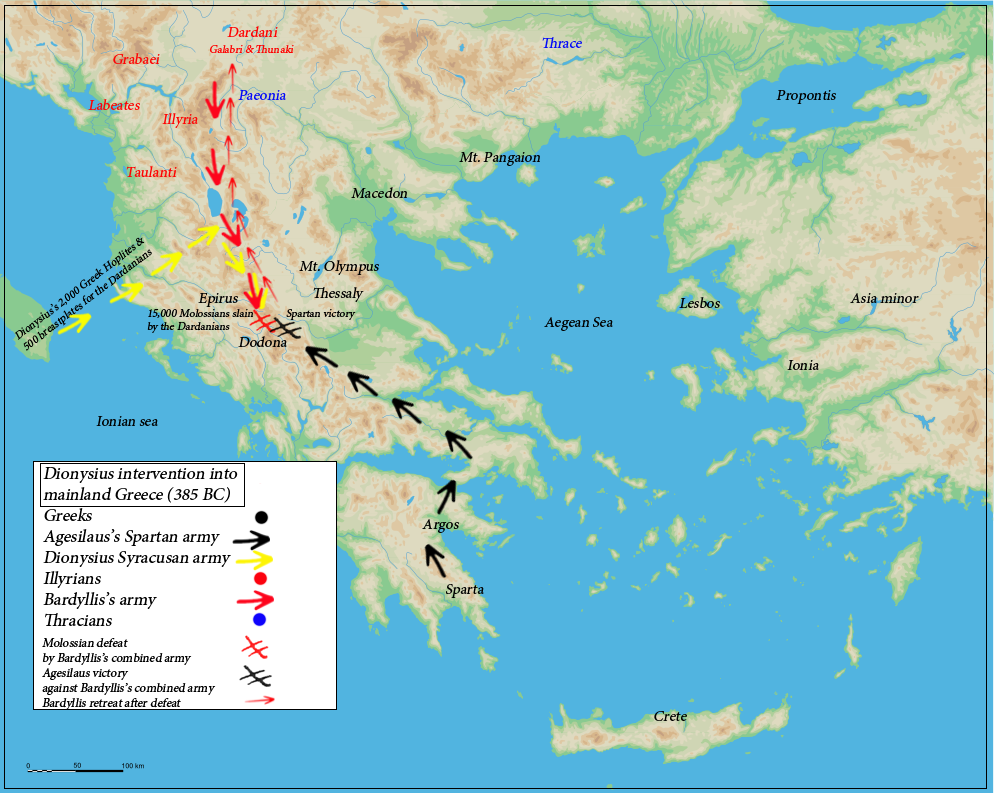
محاولات ديونيسيوس العسكرية لتنصيب ألسيتاس (Alcetas) ملكًا لشعب المولوس (Molossians)

بعد حصار طويل، استطاع إخضاع ريدجو كالابريا في عام 386 قبل الميلاد وسبى نساءها. وتعاون مع الإليانيين في محاولة انتهاك معبد دلفي ونهب معبد كايري (تحالف فيما بعد مع روما) على ساحلإتروسكان. وفي البحر الأدرياتيكي أسس ديونيسيوس - لتسهيل التجارة - أنكونا (Ancona) وأدريا (Adria) وإيسا وبعده تغير اسم البحر الأدرياتيكي إلى بحر سرقوسة. وفي الحرب البيلوبونيسية، انضم إلى جانب الأسبرطة ودعمهم بـ المرتزقة.
وفي 385 قبل الميلاد، لجأ ألكيتاس حاكم إبيروس إلى جوار ديونيسيوس. وأراد ديونيسيوس ملكًا متعاونًا في إبيروس، لذا أرسل 2000 هوبليت يوناني و500 درع يوناني لمساعدة الإليريانيين تحت إمرة بارديليس (Bardyllis) في مهاجمة المولوسيين في إبيروس. فخربوا المنطقة وقتلوا 15000 من المولوسيين واستعاد ألكيتاس حكم البلاد. إلا أن أسبرطة  في عهد أجسيلاوس تدخل في مسار الأمر، فبمساعدة ثيساليا ومقدونيا والمولوسيين أنفسهم، استطاع الأسبرطيون إبعاد الإليريانيين.

## وفاته
ترى مصادر أخرى بأن أطباءه وضعوا له السم بتحريض من ابنه ديونيسيوس الأصغر الذي تبعه في ولاية سرقوسة. وكتب فيليستس (Philistus) ملخصًا لقصة حياته ولكنه ليس موجودًا في الوقت الحالي.
ويقال أيضًا إنه عند سماع خبر مسرحيته فدية هكتار (The Ransom of Hector) - الحائز على جائزة مهرجان لانين في أثينا - احتفل بذلك احتفالاً كبيرًا وأسرف على نفسه في شرب الخمر حتى مات. ويروي آخرون أنه مات لأسباب طبيعية بعدما عرف أخبار فوز مسرحيته مباشرة في 367 قبل الميلاد. والافتراض الثالث، ينص على أن أفراد «فريقه» - الذي كان عضوًا فيه - انتقموا منه بسبب حملات التطهير التي قام بها والضرائب التي كان يفرضها عليهم في سبيل جمع الأموال اللازمة لشن الحرب على قرطاج.

## الأذواق الفكرية
على نفس منوال بيسستراتوس (Pisistratus) طاغية أثينا، كان ديونيسيوس حريصًا على تقريب الأدباء منه مثل المؤرخ فيليستس والشاعر فيلوكسينس (Philoxenus) والفيلسوف أفلاطون ولكنه كان يعاملهم بتعسف شديد. ولكنه ذات مرة احتجز فيلوكسينس وأرسله إلى المحاجر لشعوره بالامتعاض من أشعاره. وبعد ذلك بأيام قليلة، أطلق سراحه بسبب إلحاح أصدقائه وأعطاه فرصة أخرى في الاستماع إلى أشعاره. ألقى ديونيسيوس شعره وانطلقت الجماهير في التصفيق. وعندما سأل فيلوكسينس عن رأيه، لم يزد الشاعر على أن قال «أعدني إلى المحاجر».[بحاجة لمصدر]
كذلك، كان يقدم نفسه على أنه كاتب وراعي الأدب، وقصائده - التي انتقدها فيلوكسينس - كانت محل استنكار في دورة الألعاب الأوليمبية ولكن لأنه نال جائزة التراجيديا عن مسرحية فدية هيكتور في ليناي في أثينا، سرّ لذلك كثيرًا لدرجة أنه انغمس في ملذات أودت بحياته.
ويرتبط اسمه بأسطورة دامون وبيثياس (Damon and Pythias)، ويظهر على نحو غير مباشر (عن طريق ابنه) في أسطورة سيف داموكليس (Damocles). وأذن ديونيسيوس (Ear of Dionysius) في سرقوسة هو كهف صناعي من الحجر الكلسي يسمى باسم ديونيسيوس.

## جدران سرقوسة

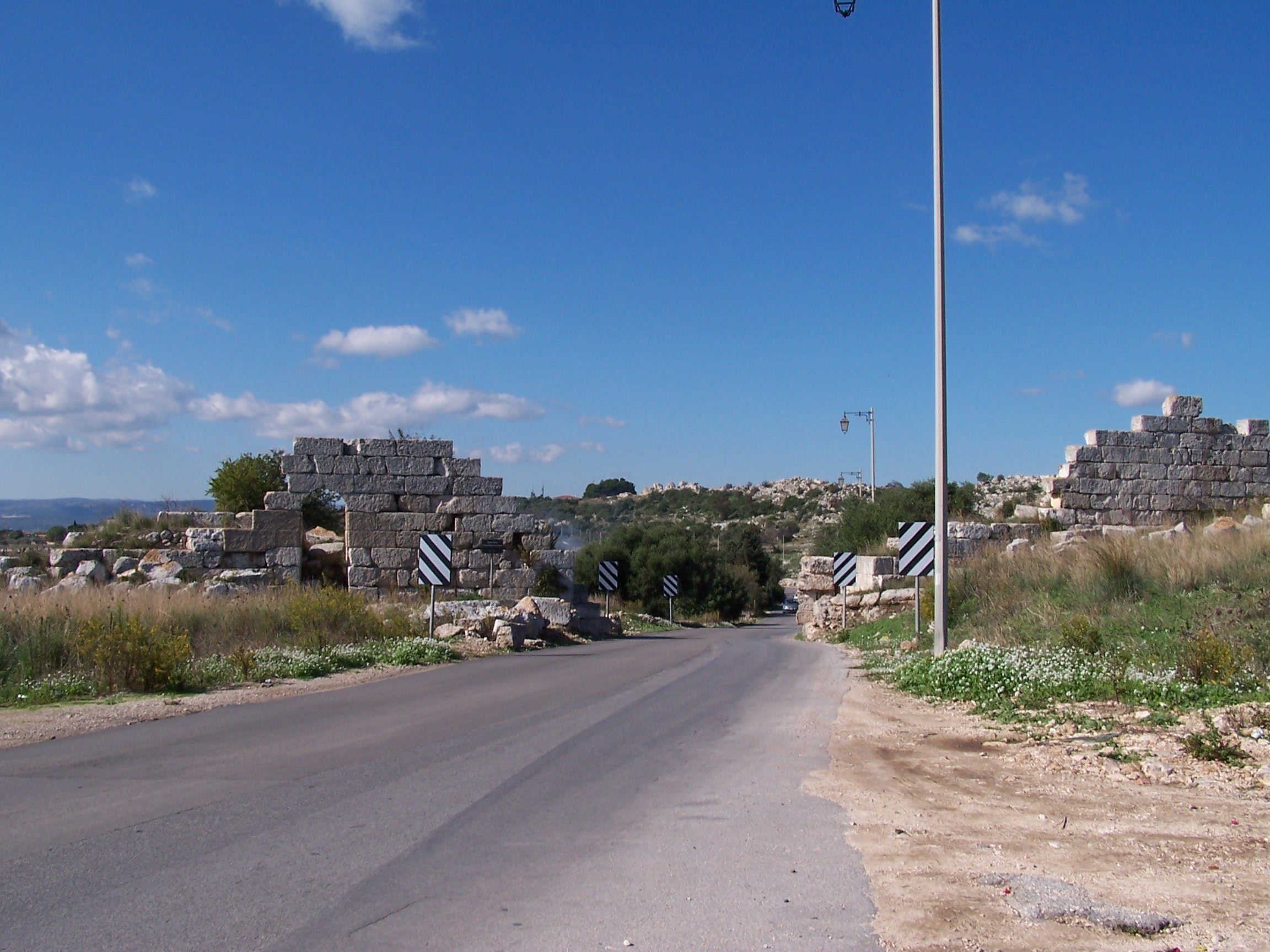

في 402 قبل الميلاد، بدأ ديونيسيوس الأول بناء جدران سرقوسة. وانتهى الأمر في 397 قبل الميلاد وكان بالمواصفات التالية:
- الطول: 27 كيلومترًا
- العرض عند القاعدة: من 3.3 م إلى 5.35 م
- عدد الأبراج: 14 (بما في ذلك يوريالوس (Euryalos))
- أطول برج: 8.5 م طول × 8.5 م عرض
- أعمق خندق (عند حصن يوريالوس): 9 م

وقد كان تشييد حصن واحد عملاق مثل هذا يحتاج إلى تركيب أكثر من 300 طن من الأحجار يوميًا على مدار 5 سنوات.